# ラチェザラ・ストエヴァ
ラチェザラ・ストエヴァ（ブルガリア語: Лъчезара Стоева、英語: Lachezara Stoeva）は、ブルガリアの外交官である。2021年2月17日から国際連合常駐代表（国連大使）を務めている。

## 経歴
ブルガリア外務省に入省後、在イタリア・ブルガリア大使館や在イギリス・ブルガリア大使館に勤務した。外務省では欧州連合担当局長や欧州連合事務次官を歴任した。2021年2月17日に国際連合常駐代表（国連大使）に任命され、アントニオ・グテーレス国連事務総長に信任状を捧呈した。